# Джон Сайгенталер
Джон Лоуренс Сайгенталер (англ. John Lawrence Seigenthaler; нар. 27 липня 1927 Нашвілл, Теннессі — 11 липня 2014) — американський журналіст, письменник і політик. Колишній помічник міністра юстиції. Перший головний редактор газети «USA Today». Відомий як видатний захисник Першої поправки. З ним пов'язаний Інцидент з біографією Джона Сайгенталера, що був одним з найрезонансніших випадків, коли недосконалість роботи Вікіпедії використовувалася зі зловмисною метою.

## Молоді роки
Народився в Нашвілі, Теннессі. Був найстаршим поміж восьми братів і сестер. Після школи служив у Повітряних силах США протягом 1946—1949 років та досягнув звання сержанта. Після закінчення служби, почав працювати в газеті Tennessean. Одночасно Джон пройшов курси соціології та літератури у коледжі. Також відвідував Колумбійський університет.

## Кар'єра
Сайгенталер почав свою журналістську кар'єру як репортер в газеті Tennessean. Не зважаючи на жорстку конкуренцію, Джон поступово утвердився як персонал. У лютому 1973 був проголошеним редактором Tennessean.
У травні 1982 Сайгенталер був названим першим редактором газети USA Today. При оголошенні призначення, засновник газети Аллен Ньюхарт зазначив, що Сайгенталер був «одним з найбільш вдумливих і шанованих редакторів в Америці».

## Смерть
Сайгенталер хворів на колоректальний рак. Помер від ускладнень 11 липня 2014 року в оточенні близьких у своєму домі.